# Livre-comércio
Livre-comércio ou livre-cambismo é um modelo de mercado no qual a troca de bens e serviços entre países não é afetada por restrições do estado. Livre-cambismo é contrário ao protecionismo, que é a política econômica que pretende restringir o comércio entre países. As trocas podem ser restringidas pela aplicação de taxas e tarifas alfandegárias, quotas e subsídios as subvenções ou subsídios às exportações, legislação e leis antidumping; esta política econômica visa proteger a indústria nacional em detrimento da concorrência estrangeira. De acordo com a lei da vantagem comparativa, o sistema de comércio livre permite que os parceiros comerciais obtenham ganhos com o comércio mútuos. O exemplo máximo é dado pela Grã-Bretanha, no século XIX.

## Desenvolvimento
Num sistema de comércio livre, os preços são um reflexo da verdadeira oferta e procura e são a única causa determinante da alocação de recursos. Comércio livre é diferente de outras formas de política comercial, nas quais a repartição dos bens e serviços entre os países é determinada por preços artificiais que podem ou podem não refletir a verdadeira natureza da oferta e da procura. Estes preços artificiais são o resultado de políticas comerciais protecionistas, com as quais os governos intervêm no mercado através de ajustes aos preços e de restrições sobre a oferta. Estas intervenções governamentais tanto podem aumentar como diminuir o custo de bens e serviços, para os consumidores e produtores. Tais intervenções incluem subsídios, impostos e tarifas; barreiras não-tarifárias tais como legislação regulatória e quotas de importação ou mesmo acordos comerciais intergovernamentais, como o Tratado Norte-Americano de Livre Comércio (NAFTA) e Tratado de Livre Comércio entre Estados Unidos e América Central (CAFTA) (ao contrário dos seus títulos formais), ou qualquer intervenção governamental no mercado resultantando em preços artificiais.
Por sua vez uma zona de livre-comércio é uma associação que possibilita a livre circulação de mercadorias com reduzidas taxas alfandegárias; é resultado de acordo mútuo entre os países envolvidos, que supostamente beneficia as empresas localizadas nesses países. Não inclui a livre circulação de pessoas. Um exemplo é o NAFTA (North American Free Trade Agreement, ou Acordo norte-americano de livre comércio), que reúne Canadá, Estados Unidos e México. A maioria das nações são hoje membros da Organização Mundial do Comércio OMC, uma instituição que surgiu com o objetivo de proporcionar e regulamentar o livre comércio entre as nações participantes. O livre-comércio também é almejado no âmbito do Espaço Económico Europeu e no Mercosul. No entanto, a maioria dos governos ainda impõe, em maior ou menor grau, algumas políticas protecionistas que se destinam a apoiar o emprego local, como a aplicação de tarifas às importações ou subsídios às exportações.
O livre-comércio foi defendido pelas Colônias do sul dos EUA por não complicar as trocas necessárias de produtos entre o sul da América Anglo-Saxônica e a Inglaterra. Além disso, a Inglaterra procurou combater os entraves corporativos e monopolistas.
Em 2018, o Brasil foi considerado o 153º entre 180 países com menos liberdade econômica.

## História

### Era inicial

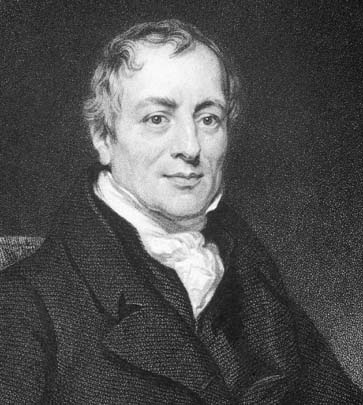
David Ricardo

A noção de um sistema de comércio livre abrangendo vários estados soberanos originou-se de forma rudimentar na Espanha Imperial do século XVI. O jurista americano Arthur Nussbaum observou que o teólogo espanhol Francisco de Vitoria foi "o primeiro a estabelecer as noções (embora não os termos) de liberdade de comércio e liberdade dos mares". Francisco fez o caso sob os princípios do jus gentium. No entanto, foram dois primeiros economistas britânicos, Adam Smith e David Ricardo, que mais tarde desenvolveram a ideia de livre comércio em sua forma moderna e reconhecível.
Economistas que defendiam o livre comércio acreditavam que o comércio era a razão pela qual certas civilizações prosperavam economicamente. Por exemplo, Smith apontou o aumento do comércio como sendo a razão para o florescimento não apenas das culturas mediterrâneas, como Egito, Grécia e Roma, mas também de Bengala (Índia Oriental) e China. A Holanda prosperou muito depois de se livrar do domínio imperial espanhol e seguir uma política de livre comércio.

## Na literatura
O valor do livre comércio foi observado e documentado pela primeira vez em 1776 por Adam Smith em A Riqueza das Nações, escrevendo:
É a máxima de cada mestre prudente de uma família, nunca tentar fazer em casa o que lhe custará mais para fazer do que comprar. [...] Se um país estrangeiro pode nos fornecer uma mercadoria mais barata do que nós mesmos pode fazê-la, melhor comprá-la com alguma parte dos produtos da nossa própria indústria, empregada de uma maneira em que temos alguma vantagem. 
Essa afirmação usa o conceito de vantagem absoluta para apresentar um argumento em oposição ao mercantilismo, a visão dominante em torno do comércio na época que sustentava que um país deveria ter como objetivo exportar mais do que importa e, assim, acumular riqueza. Em vez disso, argumenta Smith, os países poderiam ganhar cada um produzindo exclusivamente os bens para os quais são mais adequados, negociando entre si conforme necessário para fins de consumo. Nesse sentido, não é o valor das exportações em relação ao das importações que é importante, mas o valor dos bens produzidos por uma nação. No entanto, o conceito de vantagem absoluta não aborda uma situação em que um país não tem vantagem na produção de um determinado bem ou tipo de bem.
Essa deficiência teórica foi abordada pela teoria da vantagem comparativa. Geralmente atribuída a David Ricardo, que a expandiu em seu livro de 1817 Sobre os Princípios de Economia Política e Tributação, defende o livre comércio baseado não na vantagem absoluta na produção de um bem, mas nos custos de oportunidade relativos de produção. Um país deve se especializar em qualquer bem que possa produzir ao menor custo, negociando esse bem para comprar outros bens de que necessita para consumo. Isso permite que os países se beneficiem do comércio mesmo quando não possuem uma vantagem absoluta em nenhuma área de produção. Embora seus ganhos com o comércio possam não ser iguais aos de um país mais produtivo em todos os bens, eles ainda estarão em melhor situação econômica com o comércio do que estariam sob um estado de autarquia. 